# Biospeleologia
Biospeleologia – nauka bądąca dziedziną speleologii, zajmująca się organizmami żyjącymi w jaskiniach. W wąskim zakresie, jako biospeleologia rozumiane jest jedynie badanie aktualnej fauny i flory jaskiniowej. Szerzej zajmuje się ponadto:
- badaniami zachowanych śladów życia przedhistorycznego – biospeleologia paleontologiczna,
- badaniem związków zachodzących pomiędzy jaskinią i mieszkańcami jaskini – biospeleologia ekologiczna.